# 卡琳娜·塞维克
卡琳娜·塞维克（挪威語：Karina Sævik；1996年3月24日—），挪威女子职业足球运动员，司职中场，目前效力于瓦勒伦加足球俱乐部和挪威国家女子足球队。她曾代表挪威参加2022年欧洲女子足球锦标赛和2023年国际足联女子世界杯等多场国际赛事。